# Aída (nombre)
Aida o Aída es un nombre propio femenino de origen árabe (Escrito عايدة) en su variante en español. Su significado es "feliz" o "distinguida". El nombre se popularizó gracias a la ópera Aída de Giuseppe Verdi.

## Santoral
2 de febrero: Santa Aída, mártir. Lo cierto es que poco se conoce acerca de la vida de Santa Aída, salvo que es mencionada en un texto antiguo que no aporta demasiados datos con exactitud sobre su biografía. No obstante la historia de Santa Aída, según se conoce, nos cuenta que su vida transcurrió entre los siglos III y IV. Tras una visión, la cual se desconoce y se supone divina, se entregó por completo al cristianismo, profesando abiertamente su fe. Esto provocó que fuera víctima de la persecución de los romanos, siendo apresada y martirizada hasta su muerte, cuando contaba con una edad de entre 24 y 28 años.
Santa Aída es venerada por la Iglesia Católica y se supone que falleció siendo mártir en fecha de 2 de febrero, motivo por el cual es celebrada su onomástica.

## Variantes en otras lenguas
| Variantes en otras lenguas | Variantes en otras lenguas |
| -------------------------- | -------------------------- |
| Español                    | Aída, Aidé                 |
| Gallego                    | Aida                       |
| Portugués                  | Aida, Aide                 |
| Catalán                    | Aïda                       |
| Asturiano                  | Aida                       |
| Francés                    | Aidèe                      |
| Italiano                   | Aida                       |
| Inglés                     | Aida, Ida                  |
| Alemán                     | Aida                       |

## Personajes célebres
- Aída Marina Arvizu Rivas, política mexicana.
- Aída Bortnik, guionista y escritora argentina.
- Aída Karrotina, conocida tatuadora.
- Aída Cartagena Portalatín, poeta, narradora, historiadora y educadora dominicana.
- Aida Lafuente, militante libertaria española.
- Aída Luz, actriz argentina.
- Aida Ndoci, cantante albanesa.
- Aida Turturro, actriz estadounidense.
- Aída Yéspica, modelo venezolana.
- Aída Cuevas, cantante mexicana de música ranchera.
- Aida Folch, actriz española.
- Aida López, actriz española.
- Aída García, violinista farmacéutica, española.
- Aida Sánchez, modelo y actriz
- Aída Martínez, filántropa, escritora y amazona mexicana.
- Aida Muñoz, gestora especializada en trámites administrativos.